# Die Abenteuer des David Balfour
Die Abenteuer des David Balfour ist ein vierteiliger Fernseh-Abenteuerfilm aus dem Jahre 1978, welcher in Deutschland in der Reihe der ZDF-Advents-/Abenteuervierteiler lief. Als Vorlage dienten die Romane Die Entführung. Die Abenteuer des David Balfour von Shaw (Kidnapped) und Catriona oder Die Abenteuer David Balfours daheim und in der Fremde (Catriona) von Robert Louis Balfour Stevenson. Die Hauptrollen spielten Ekkehardt Belle, David McCallum und Aude Landry.
Der Film wurde produziert von Walter Ulbrich und Peter Graham Scott und beschäftigt sich mit dem Kampf der Anhänger des Hauses Stuart um die Krone Schottlands und Englands.

## Handlung

### Teil 1: (ZDF, 8. Dezember 1978)
Schottland im Jahr 1751 – eine Zeit, in der den schottischen Hochländern nach der Rebellion von 1745 seitens der englischen Regierung noch immer mit Misstrauen begegnet wird.
Der in Armut aufgewachsene siebzehnjährige David Balfour wird nach dem Tode seiner Eltern in die Nähe von Edinburgh in das Haus seines Onkels, des Laird of Shaws geschickt.  Zur selben Zeit stiehlt sich Alan Breck Stewart, ein gesuchter Jakobit, ins Haus von James of the Glens, um Pachtgelder zum Prätendenten nach Frankreich zu schmuggeln.
Davids Onkel stellt sich als misstrauischer Geizkragen heraus, der allein ohne Dienerschaft das heruntergekommene Schloss bewohnt und sich ausschließlich von Grütze und Dünnbier ernährt. Durch Zufall entdeckt David, dass sein Vater Alexander der ältere der Brüder gewesen sein muss, was ihn nun zum rechtmäßigen Erben des Anwesens macht. Unter dem Vorwand, David solle ihm Papiere bringen, die sein Eigentumsanrecht auf Shaws beweisen, schickt Ebenezer ihn bei Dunkelheit und Gewitter in den Schlossturm. Die baufällige Treppe gibt nach und David stürzt in die Tiefe, verletzt sich aber nur leicht. Am nächsten Morgen begeben sich die beiden nach Queensferry, wo David bei einem Anwalt Aufklärung über das Erbe erhalten soll. Dem Onkel gelingt es jedoch, David auf den Schoner Covenanter zu locken, dessen Kapitän Hoseason David nach Amerika in die Sklaverei verschleppen soll. Auf die Suche nach David begibt sich die junge Rebellentochter Catriona. An Bord wird David zunächst unter Deck gefesselt gehalten, wird nach Fürsprache des zweiten Steuermann Riach ins Logis gebracht und muss, nachdem der Schiffsjunge Ransome vom ersten Steuermann Shuan totgeprügelt wurde, dessen Pflichten übernehmen.
Im Nebel übersegelt die Covenanter ein Boot, von den Insassen kann sich nur einer retten: es ist Alan Breck, der dadurch sein Schiff nach Frankreich verfehlt. Mit dem Kapitän vereinbart er, gegen 60 Guinees in Schottland wieder an Land gesetzt zu werden, doch Hoseason und Shuan gieren nach mehr Gold. David warnt Alan, vereint können sie den Angriff der Mannschaft auf die Hütte, in der sich die beiden verschanzt haben, zurückschlagen.
Hoseason gibt klein bei und versucht, in Küstennähe zu gelangen, um Alan abzusetzen. In den gefährlichen felsenreichen Gewässern der Torran rocks läuft der Schoner auf ein Riff auf und zerbirst. David wird über Bord geschleudert und kann sich nur dank einer von Alan ins Wasser geworfene Spiere an Land retten.

### Teil 2: (ZDF, 10. Dezember 1978)
Nach dem Untergang des Schoners Covenanter ist David noch einmal mit dem Leben davongekommen und strandet auf der Isle of Mull. Als ihn dort ein Hochländer überfallen will, zeigt er ihm einen Knopf, der ihm bei allen Stewart-Anhängern Hilfe zusichert. David erfährt, dass Alan Breck im Hause seines Onkels James Stewart auf ihn wartet. Auf der Reise dorthin wird er in ein Attentat verwickelt. Man verdächtigt David der Beihilfe an dem Mord, den Breck begangen haben soll.
Die Flucht durch das Hochland mit Alan, den er wiederfindet, bringt Strapazen und Abenteuer. Auch Catriona, die David auf den Fersen blieb, kann den beiden helfen. Schließlich kehren sie nach Edinburgh zurück. Hier will David den Erbanspruch gegen seinen Onkel durchsetzen.

### Teil 3: (ZDF, 12. Dezember 1978)
Der Mord an Colin Campbell zieht weitere Kreise. David Balfour, der Beihilfe verdächtigt, kann zwar den mächtigen Generalstaatsanwalt Lord Prestongrange von seiner Unschuld überzeugen. Aber seine Aussage, die den vermeintlichen Anführer James Stewart entlastet, wird nicht protokolliert. Aus politischen Gründen braucht man ein Opfer. Stewart soll der Prozess gemacht werden. David ist entsetzt. Wenn ein Unschuldiger dem Henker ausgesetzt wird, will er nicht länger schweigen. Damit bringt sich David selbst in Gefahr. Um zu verhindern, dass er im Prozess aussagt, wird David auf eine Insel verschleppt.

### Teil 4: (ZDF, 17. Dezember 1978)
David, der auf Bass Rock festgehalten wird, kann die Vollstreckung des Todesurteils gegen James Stewart nicht mehr verhindern.
Er fährt nach Holland, um in Leyden zu studieren. Auf dem Schiff trifft er Catriona wieder, die ihrem Vater James More nachreist. David will sie heiraten, aber sie lehnt ab. Inzwischen hat David erfahren, dass er durch den Tod seines Onkels reich geworden ist. In Leyden besucht ihn Alan Breck, der von James More eine geheimnisvolle Botschaft erhält. In letzter Sekunde entdecken die beiden, dass More plant, Alan nach Schottland verschleppen zu lassen. Das Vorhaben scheitert. Der verarmte Vater lässt Catriona und David für ihr Glück allein.
Eines Tages werden Catriona und David glücklich nach Schottland zurückkehren, während Alan in Frankreich bleibt.

## Sonstiges
Der Roman Kidnapped gehört zu den oft verfilmten Werken von Robert Louis Stevenson.
Der erste Film entstand bereits 1917 mit Raymond McKee als David Balfour.
Weitere Verfilmungen:
- Entführt (Kidnapped, 1938) mit Freddie Bartholomew als David Balfour
- Kidnapped (1948) mit Roddy McDowall als David Balfour, Dan O’Herlihy als Alan Breck
- Kidnapped (1952, Fernsehfilm) mit John Fraser als David Balfour
- Kidnapped (1956, Fernsehfilm) mit Leonard Maguire als David Balfour
- Entführt – Die Abenteuer des David Balfour (Kidnapped, 1960) mit James MacArthur als David Balfour und Peter Finch als Alan Breck
- Kidnapped (1963, Fernsehminiserie) mit Ian Cullen als David Balfour
- Entführt (1971) mit Lawrence Douglas (David), Michael Caine (Alan), Vivien Heilbron (Catriona), Donald Pleasence (Ebenezer)
- Schüsse unterm Galgen (1968) mit Werner Kanitz (David), Alena Procházková (Catriona), Thomas Weisgerber (Alan), Herwart Grosse (Ebenezer)
- Kidnapped (1986) mit Matthew Fargher als David Balfour
- David Balfour – Zwischen Freiheit und Tod (Kidnapped, 1995, Fernsehfilm) mit Brian McCardie als David Balfour und Armand Assante als Alan Breck Stewart (veröffentlicht auf DVD unter dem Titel Brave & Commander zusammen mit dem Technicolor-Stummfilm „Der schwarze Pirat“ von Douglas Fairbanks. Als Einzelfilm auch unter Piratenjagd – Kidnapped auf DVD, obwohl im ganzen Film keine Piraten vorkommen). Assante ersetzte den ehemaligen Superman-Darsteller Christopher Reeve, der nach einem Reitunfall querschnittgelähmt war.
- Kidnapped (2005) mit James Anthony Pearson (David), Kirstin Smith (Catriona), Iain Glen (Alan)

## DVD
- Eine DVD-Ausgabe von Die Abenteuer des David Balfour ist im August 2007 bei Concorde Home Entertainment erschienen.

## Musik
- Abenteuerklassiker – Schatzinsel, Seewolf, Lederstrumpf… – 2CD, BSC Music, prudence 398.6619.2
- Kidnapped (Die Abenteuer des David Balfour), CD, Pomme Music 950662 (enthält auch die Musik aus „Die Rosen von Dublin“)
- David's Song (Vladimir Cosma)